# Persone di nome Silvano
| Questa pagina contiene informazioni ricavate automaticamente dalle voci biografiche con l'ausilio del template Bio e di un bot. L'aggiornamento è periodico e automatico e ricostruisce completamente la pagina. Se manca una persona in questa lista, sei pregato di non aggiungerla, ma accertati piuttosto che la sua voce biografica contenga il template Bio e che i dati anagrafici siano correttamente compilati. Se il template Bio manca, inseriscilo tu stesso o, in alternativa, metti l'avviso {{tmp\|Bio}} che ne segnala la mancanza. Se i dati riportati sono sbagliati, correggi direttamente la voce biografica; le modifiche saranno visibili in questa lista entro pochi giorni. Per chiarimenti vedi il progetto antroponimi. La lista contiene solo le 125 persone che sono citate nell'enciclopedia e per le quali è stato implementato correttamente il template Bio. Pagina aggiornata al 6 ago 2025. |

Questa è una lista di persone presenti nell'enciclopedia che hanno il nome Silvano, suddivise per attività principale.

## Allenatori di atletica leggera(1)
- Silvano Danzi, allenatore di atletica leggera italiano (Varese, n. 1962)

## Allenatori di calcio(1)
- Silvano Fontolan, allenatore di calcio e ex calciatore italiano (Garbagnate Milanese, n. 1955)

## Allenatori di pallacanestro(1)
- Silvano Poropat, allenatore di pallacanestro croato (Pola, n. 1971)

## Allenatori di pallavolo(1)
- Silvano Prandi, allenatore di pallavolo e ex pallavolista italiano (San Benedetto Belbo, n. 1947)

## Altisti(1)
- Silvano Chesani, altista italiano (Trento, n. 1988)

## Anarchici(1)
- Silvano Ceccherini, anarchico e scrittore italiano (Livorno, n. 1915 - Minusio, † 1974)

## Architetti(4)
- Silvano Baresi, architetto italiano (Castelnuovo d'Istria, n. 1884 - Grado, † 1958)
- Silvano Faresin, architetto italiano (Vicenza, n. 1943 - Vicenza, † 2023)
- Silvano Mattesini, architetto, insegnante e scrittore italiano (Arezzo, n. 1950 - Rieti, † 2023)
- Silvano Tintori, architetto italiano (Novara, n. 1929 - Milano, † 2020)

## Attori(3)
- Silvano Piccardi, attore, regista teatrale e doppiatore italiano (Ponte San Pietro, n. 1946)
- Silvano Spadaccino, attore, paroliere e cantautore italiano (Foggia, n. 1933 - Monterotondo, † 2010)
- Silvano Tranquilli, attore e doppiatore italiano (Roma, n. 1925 - Roma, † 1997)

## Baritoni(1)
- Silvano Carroli, baritono italiano (Venezia, n. 1939 - Lucca, † 2020)

## Calciatori(22)
- Silvano Bresadola, calciatore italiano (Rovereto, n. 1906 - † 2002)
- Silvano Chiumento, calciatore italiano (Thiene, n. 1930 - Thiene, † 2000)
- Silvano Dalle Vacche, calciatore italiano (Sant'Agata sul Santerno, n. 1923 - † 2008)
- Silvano Flaborea, calciatore e allenatore di calcio italiano (San Michele al Tagliamento, n. 1938 - Arezzo, † 2024)
- Silvano Gelli, calciatore italiano (Prato, n. 1951 - Prato, † 2014)
- Silvano Goretti, calciatore belga (n. 1962 - † 1989)
- Silvano Grassi, calciatore e allenatore di calcio italiano (Signa, n. 1919 - Signa, † 1996)
- Sam Lenarduzzi, ex calciatore italiano (Udine, n. 1948)
- Silvano Magheri, calciatore italiano (Firenze, n. 1933 - Ravenna, † 2014)
- Silvano Mari, calciatore italiano (Firenze, n. 1929 - Trento, † 1974)
- Silvano Mencacci, ex calciatore italiano (Viareggio, n. 1938)
- Silvano Merkuza, ex calciatore italiano (Trieste, n. 1938)
- Silvano Moro, calciatore e allenatore di calcio italiano (San Giorgio di Nogaro, n. 1927 - † 2008)
- Silvano Pipan, calciatore italiano (Trieste, n. 1919)
- Silvano Pivotto, ex calciatore italiano (Terracina, n. 1958)
- Silvano Pravisano, calciatore italiano (Udine, n. 1925 - Udine, † 2020)
- Silvano Raggio Garibaldi, calciatore italiano (Chiavari, n. 1989)
- Silvano Toncelli, ex calciatore italiano (Genova, n. 1926)
- Silvano Trevisani, calciatore italiano (Trevenzuolo, n. 1919 - Mantova, † 2010)
- Silvano Villa, ex calciatore italiano (Villasanta, n. 1951)
- Silvano Vincenzi, ex calciatore italiano (Quingentole, n. 1940)
- Silvano Vos, calciatore olandese (Amsterdam, n. 2005)

## Cantanti(1)
- Silvano Silvi, cantante italiano (San Giovanni in Persiceto, n. 1936 - Bologna, † 2020)

## Cantautori(1)
- Coez, cantautore e rapper italiano (Nocera Inferiore, n. 1983)

## Cardinali(2)
- Silvano Piovanelli, cardinale e arcivescovo cattolico italiano (Ronta, n. 1924 - Firenze, † 2016)
- Silvano Maria Tomasi, cardinale e arcivescovo cattolico italiano (Casoni di Mussolente, n. 1940)

## Cestisti(3)
- Silvano Bustos, ex cestista spagnolo (Durmersheim, n. 1966)
- Silvano Dal Seno, ex cestista italiano (Cologna Veneta, n. 1958)
- Silvano Motta, ex cestista italiano (Desio, n. 1958)

## Chitarristi(1)
- Silvano Chimenti, chitarrista italiano (Taranto, n. 1947)

## Ciclisti su strada(7)
- Silvano Cervato, ciclista su strada italiano (Caldogno, n. 1956 - Borno, † 1981)
- Silvano Ciampi, ciclista su strada e dirigente sportivo italiano (Maresca, n. 1932 - Pistoia, † 2022)
- Silvano Contini, ex ciclista su strada italiano (Leggiuno, n. 1958)
- Silvano Lorenzon, ex ciclista su strada italiano (Marsiglia, n. 1964)
- Silvano Riccò, ex ciclista su strada italiano (Vignola, n. 1959)
- Silvano Schiavon, ciclista su strada italiano (Scandolara, n. 1942 - Scandolara, † 1977)
- Silvano Tessari, ciclista su strada italiano (Rovolon, n. 1933 - Erba, † 2002)

## Compositori(1)
- Sylvano Bussotti, compositore e artista italiano (Firenze, n. 1931 - Milano, † 2021)

## Direttori d'orchestra(1)
- Silvano Frontalini, direttore d'orchestra, direttore artistico e organista italiano (Ancona, n. 1948)

## Direttori della fotografia(1)
- Silvano Ippoliti, direttore della fotografia italiano (Cagli, n. 1922 - Roma, † 1994)

## Dirigenti d'azienda(1)
- Silvano Cassano, dirigente d'azienda italiano (Filo di Argenta, n. 1956)

## Dirigenti sportivi(5)
- Silvano Beltrametti, dirigente sportivo e ex sciatore alpino svizzero (Obervaz, n. 1979)
- Silvano Benedetti, dirigente sportivo e ex calciatore italiano (Lucca, n. 1965)
- Silvano Bini, dirigente sportivo italiano (Empoli, n. 1929)
- Silvano Colusso, dirigente sportivo, allenatore di calcio e ex calciatore italiano (Villorba, n. 1949)
- Silvano Ramaccioni, dirigente sportivo italiano (Città di Castello, n. 1939)

## Discoboli(1)
- Silvano Simeon, discobolo italiano (Visco, n. 1945 - Torino, † 2010)

## Divulgatori scientifici(1)
- Silvano Fuso, divulgatore scientifico e saggista italiano (Lavagna, n. 1959)

## Faccendieri(1)
- Silvano Larini, faccendiere italiano (Milano, n. 1935)

## Fantini(3)
- Silvano Bietolini, fantino italiano (Torino, n. 1939)
- Silvano Mulas, fantino italiano (Dorgali, n. 1984)
- Silvano Vigni, fantino italiano (Monteroni d'Arbia, n. 1954)

## Filosofi(2)
- Silvano Panunzio, filosofo, poeta e scrittore italiano (Ferrara, n. 1918 - Pescara, † 2010)
- Silvano Tagliagambe, filosofo e fisico italiano (Legnano, n. 1945)

## Fondisti(1)
- Silvano Barco, ex fondista italiano (Bormio, n. 1963)

## Funzionari(1)
- Silvano, prefetto romano († 260)

## Gesuiti(1)
- Silvano Fausti, gesuita e biblista italiano (Marcheno, n. 1940 - Milano, † 2015)

## Giocatori di baseball(1)
- Silvano Ambrosioni, giocatore di baseball e allenatore di baseball italiano (Milano, n. 1942 - Aosta, † 2004)

## Giocatori di football americano(1)
- Silvano Romang, giocatore di football americano svizzero

## Giornalisti(1)
- Silvano Rizza, giornalista italiano (Roma, n. 1923 - Roma, † 2013)

## Giuristi(1)
- Silvano Tosi, giurista e giornalista italiano (Firenze, n. 1926 - Forte dei Marmi, † 1987)

## Imprenditori(1)
- Silvano Boroli, imprenditore e politico italiano (Novara, n. 1945)

## Ingegneri(2)
- Silvano Martello, ingegnere italiano (Bologna, n. 1948)
- Silvano Zorzi, ingegnere italiano (Padova, n. 1921 - Milano, † 1994)

## Militari(4)
- Silvano Brengola, militare e marinaio italiano (Firenze, n. 1903 - Roma, † 1991)
- Silvano Buffa, militare italiano (Trieste, n. 1914 - Mali Spadarit, † 1941)
- Silvano Franzolin, militare italiano (Pettorazza, n. 1941 - Palermo, † 1982)
- Silvano Natale, militare italiano (Riva del Garda, n. 1951 - Cielo di Podrute, † 1992)

## Musicisti(1)
- Silvano Borgatta, musicista, arrangiatore e compositore italiano (Acqui Terme, n. 1956)

## Partigiani(2)
- Silvano Fedi, partigiano, anarchico e antifascista italiano (Pistoia, n. 1920 - Pistoia, † 1944)
- Silvano Sarti, partigiano e sindacalista italiano (Scandicci, n. 1925 - Firenze, † 2019)

## Pentatleti(1)
- Silvano Abbà, pentatleta e militare italiano (Rovigno, n. 1911 - Isbuscenskij, † 1942)

## Pesisti(1)
- Silvano Meconi, pesista italiano (Cortona, n. 1931 - Firenze, † 2005)

## Pittori(4)
- Silvano Campeggi, pittore italiano (Firenze, n. 1923 - Firenze, † 2018)
- Silvano Chinni, pittore e scultore italiano (Loiano, n. 1946 - Bologna, † 2011)
- Silvano Girardello, pittore italiano (Giacciano con Baruchella, n. 1928 - Verona, † 2016)
- Silvano Nebl, pittore, incisore e scultore italiano (Cles, n. 1934 - † 1991)

## Politici(13)
- Silvano Armaroli, politico italiano (Budrio, n. 1924 - Bologna, † 2008)
- Silvano Bacicchi, politico e partigiano italiano (Monfalcone, n. 1923 - Monfalcone, † 2015)
- Silvano Baresi, politico italiano (Grado, n. 1914 - † 1991)
- Silvano Bassetti, politico e architetto italiano (Cavedago, n. 1944 - Bolzano, † 2008)
- Silvano Costi, politico italiano (Roma, n. 1927 - Roma, † 1993)
- Silvano Filippelli, politico e pubblicista italiano (Livorno, n. 1919 - Livorno, † 1977)
- Silvano Gori, politico italiano (Agliana, n. 1950)
- Silvano Labriola, politico e giurista italiano (Napoli, n. 1935 - Roma, † 2005)
- Silvano Micele, politico italiano (Potenza, n. 1936)
- Silvano Moffa, politico e giornalista italiano (Roma, n. 1951)
- Silvano Montanari, politico italiano (Mantova, n. 1921 - † 1978)
- Silvano Ridi, politico italiano (Firenze, n. 1927 - Ercolano, † 2001)
- Silvano Signori, politico, partigiano e sindacalista italiano (Tirli, n. 1929 - Grosseto, † 2003)

## Procuratori sportivi(1)
- Silvano Martina, procuratore sportivo e ex calciatore italiano (Sarajevo, n. 1953)

## Psichiatri(1)
- Silvano Arieti, psichiatra italiano (Pisa, n. 1914 - New York, † 1981)

## Pugili(1)
- Silvano Bertini, pugile italiano (Signa, n. 1940 - Firenze, † 2021)

## Registi(1)
- Silvano Agosti, regista e montatore italiano (Brescia, n. 1938)

## Religiosi(1)
- Silvano Girotto, religioso italiano (Caselle Torinese, n. 1939 - Torino, † 2022)

## Rugbisti a 15(1)
- Silvano Tartaglini, rugbista a 15 e arbitro di rugby a 15 italiano (Roma, n. 1923 - Roma, † 2016)

## Sceneggiatori(1)
- Silvano Mezzavilla, sceneggiatore e giornalista italiano (Gradisca, n. 1944)

## Sciatori alpini(3)
- Silvano Furli, sciatore alpino italiano (Valdisotto, n. 1959 - Valdisotto, † 2007)
- Silvano Meli, ex sciatore alpino e sciatore di velocità svizzero (n. 1960)
- Silvano Varettoni, ex sciatore alpino italiano (Pieve di Cadore, n. 1984)

## Scrittori(2)
- Silvano Ambrogi, scrittore e sceneggiatore italiano (Roma, n. 1929 - Roma, † 1996)
- Silvano Vinceti, scrittore, saggista e politico italiano (Castellarano, n. 1948)

## Scultori(2)
- Silvano Bulgari, scultore italiano (Milano, n. 1955 - Milano, † 2023)
- Silvano Pulcinelli, scultore italiano (Pisa, n. 1916 - † 1999)

## Sindacalisti(1)
- Silvano Miniati, sindacalista e politico italiano (Scarperia, n. 1934 - Firenze, † 2016)

## Tiratori a volo(1)
- Silvano Basagni, tiratore a volo italiano (Firenze, n. 1938 - Firenze, † 2017)

## Traduttori(1)
- Silvano Sabbadini, traduttore e critico letterario italiano (n. 1943 - † 1996)

## Vescovi(2)
- Silvano di Gaza, vescovo e santo greco antico († 310)
- Silvano di Emesa, vescovo (Emesa, † 311)

## Vescovi cattolici(1)
- Silvano Montevecchi, vescovo cattolico italiano (Brisighella, n. 1938 - Imola, † 2013)

## Senza attività specificata(1)
- Silvano Raganini, ex tiratore a volo sammarinese (n. 1943)